# Anne Hilarion de Costentin de Tourville
Anne Hilarion de Costentin de Tourville (Parigi, 24 novembre 1642 – Parigi, 23 maggio 1701) è stato un ammiraglio francese, comandante della flotta navale di Luigi XIV.
Era figlio di César de Costentin de Tourville e di Lucia della Rochefoucault.

## Biografia
Entrò all'età di quattro anni nell'Ordine dei Cavalieri di San Giovanni a Malta, senza pronunciarne i voti..
In seno all'Ordine si distinse presto per le sue capacità. Impegnato nelle battaglie contro i corsari barbareschi, si segnalò in numerose occasioni belliche, in particolare nel combattimento contro una galera turca nel 1661. L'anno seguente catturò, presso Zante, quattro navi turche e ne affondò una quinta. In seguito armò un vascello per combattere i corsari insieme a Charles de Monchy d'Hocquincourt, con il quale realizzò numerose catture. Rientrato in Francia nel 1666, condusse numerose campagne nel Mediterraneo contro i turchi e l'anno successivo venne nominato capitano di vascello. Durante la guerra d'Olanda Tourville si distinse in Sicilia con un brillante comportamento nelle battaglie di Alicudi, di Augusta e di Palermo. A pace conclusa ebbe il comando di una squadra di quattro vascelli nel 1679. Promosso luogotenente generale della Marina nel 1682, un anno dopo la morte del Grand Duquesne, avvenuta nel 1688, fu nominato viceammiraglio della flotta di Levante. Durante la guerra della Grande Alleanza si distinse nuovamente in varie imprese, ottenendo la vittoria contro olandesi ed inglesi nelle battaglie di Capo Béveziers (1690), di Barfleur (1692) e di Capo San Vincenzo (detta anche "battaglia di Lagos") nel 1693.
Nominato maresciallo di Francia, si ritirò a vita privata alla fine della guerra e morì a Parigi all'età di 59 anni.